# Halftime
Halftime è il primo singolo del rapper Nas, realizzato per la colonna sonora del film Zebrahead ed in seguito inserito nel disco di debutto Illmatic.
Prodotto da Large Professor, il brano contiene campionamenti da Schoolbuy Crush della Average White Band, Soul Travelling pt. 1 di Gary Byrd e Dead End dei Japanese Hair. Halftime presenta al pubblico il giovane Nasty Nas, che realizza un testo ricco di similitudini e metafore. Nas dedica il brano al suo quartiere, il Queensbridge, e al suo amico Ill Will.

## Tracce

### Lato A
1. "Halftime" (Radio Edit) (4:19)
2. "Halftime" (LP Version) (4:19)
3. "Halftime" (LP Version Instrumental) (4:19)

### Lato B
1. "Halftime" (Butcher Remix) (4:41) 
  - Prodotta da Joe Nicolo
2. "Halftime" (Butcher Instrumental) (4:42)